# Neuvy-Sautour
Neuvy-Sautour település Franciaországban, Yonne megyében. Lakosainak száma 881 fő (2022. január 1.). Neuvy-Sautour Racines, Beugnon, Lasson, Saint-Florentin, Sormery, Soumaintrain és Turny községekkel határos.

## Népesség
A település népességének változása:
| Lakosok száma | 974  | 918  | 952  | 914  | 892  | 885  | 877  | 874  | 881  |
|               | 2013 | 2015 | 2016 | 2017 | 2018 | 2019 | 2020 | 2021 | 2022 |